# Pusztamarót
Pusztamarót elnéptelenedett település a Gerecsében. Közigazgatásilag Nyergesújfalu területén található. Közúti megközelítése az 1125-ös út Bajót és Bajna közti szakaszáról lehetséges (a kövesút kiágazását az 1125-ös egyik kanyarjában, a 8+500-as kilométerszelvénye táján KRESZ-tábla is jelzi), de elérhető az 1127-es út süttő-bikolpusztai szakasza felől is, egy korlátozott forgalmú erdészeti úton.

## Történelem
A település a 13. században jött létre. Birtokosai eredetileg a Tardos nemzetségbeli Maróti nemesek, a 14. században a Bajóti család volt. Ezt követően királyi tulajdonba került, majd Zsigmond király 1388-ban az esztergomi érseknek adományozta, és a 20. századig érseki birtok maradt. A 14. század végén az érsek vadászkastélyt építtetett a település közelében, a völgyben pedig halastavakat létesítettek.
A mohácsi csatavesztést (1526. augusztus 29.) és Buda elestét (szeptember 12.) követően a megmaradt fősereg és az ország déli részéből menekülők a települést körülvevő, hadászatilag megfelelőnek tűnő völgyben szekérvárakkal sáncolták el magukat. A török sereg, miután felfedezte a menekülők táborát, a Budáról hozatott ágyúk segítségével ostrom alá vette, majd háromnapi öldöklő küzdelem után törte meg a magyarok ellenállását. A mai források megosztottak az áldozatok pontos számát illetően, egyesek 20 - mások 25 ezer főre teszik az áldozatok számát. Ez a történet jelenik meg Dobozi Mihályról és feleségéről, Farmos Ilonáról szóló mondában.
A települést az 1945 utáni kitelepítésekig sváb anyanyelvű lakosság lakta kis számban, majd helyükre bányászokat telepítettek be, kik lassanként hagyták el otthonaikat, beköltözve a közeli Tatabánya vagy Oroszlány bányászlakótelepeinek egyikébe. A falu az 1970-es években néptelenedett el végleg, emlékét temetője őrzi.

### Pusztamarót, mint úttörőtábor
Az elnéptelenedett településen 1978-ig a Honvédelmi Minisztérium tartott fenn egy honvédségi objektumot, amit 1978 nyarán a budai járási pártvezetés döntése alapján Solymár Nagyközség Tanácsa vehetett át, járási úttörőtábor kialakítása és üzemeltetése céljából. Azért esett a választás épp Solymárra, mert a település akkor önálló költségvetési üzemmel rendelkezett, amely el tudta látni a tábor üzemeltetésével kapcsolatos feladatokat is. Az átvételhez feltételül szabták a terület körülkerítését, tekintettel arra, hogy a környező, nagyvadban gazdag területeken intenzív vadászat folyt. A tábor központja az egykori falu régi, 3 termes iskolaépülete lett, amelyen az átvételkor egyetlen ép tetőcserép vagy ablaküveg sem volt. A tábor létesítéséhez 12 darab, tízszemélyes katonai sátrat és 60 darab emeletes vaságyat biztosított minden évben a honvédség, a megfelelő matracokkal és ágyneműkkel; számos egyéb berendezést – köztük egy akkor korszerűnek számító napkollektoros zuhanyzó egységet – a solymári üzemeltetés telepített a területen.
Szintén solymári beruházásból valósult meg az 1125-ös út Bajna és Bajót közti szakaszától ide vezető, az 1920-as években kiépített, és ekkorra már csak nyomokban megmaradt, egynyomú kövesút járhatóvá tétele, hiszen azt akkor már sok éve csak a katonaság tartotta karban, saját igényeinek megfelelően, de gyerekeket szállító autóbuszok számára használhatatlan volt. A község utolsó, düledező vályogházait a tábor megnyitása előtt rombolták le, közbiztonsági okokból, nehogy oda kétes elemek költözhessenek be. A település abban az időben kiépített villanyvezetékkel és transzformátor-állomással, valamint önálló vízművel rendelkezett, amelyről megfelelő minőségű ivóvízzel lehetett ellátni a tábort. A solymári lakótelep felépítése után ide került a kivitelezést végző Érdi Építőipari Vállalat ott használt felvonulási épülete is.
A pusztamaróti tábor fenntartásának és üzemeltetésének jogát csak az 1990-es évek második felében, nem teljesen tisztázott körülmények között vesztette el Solymár Nagyközség Önkormányzata.

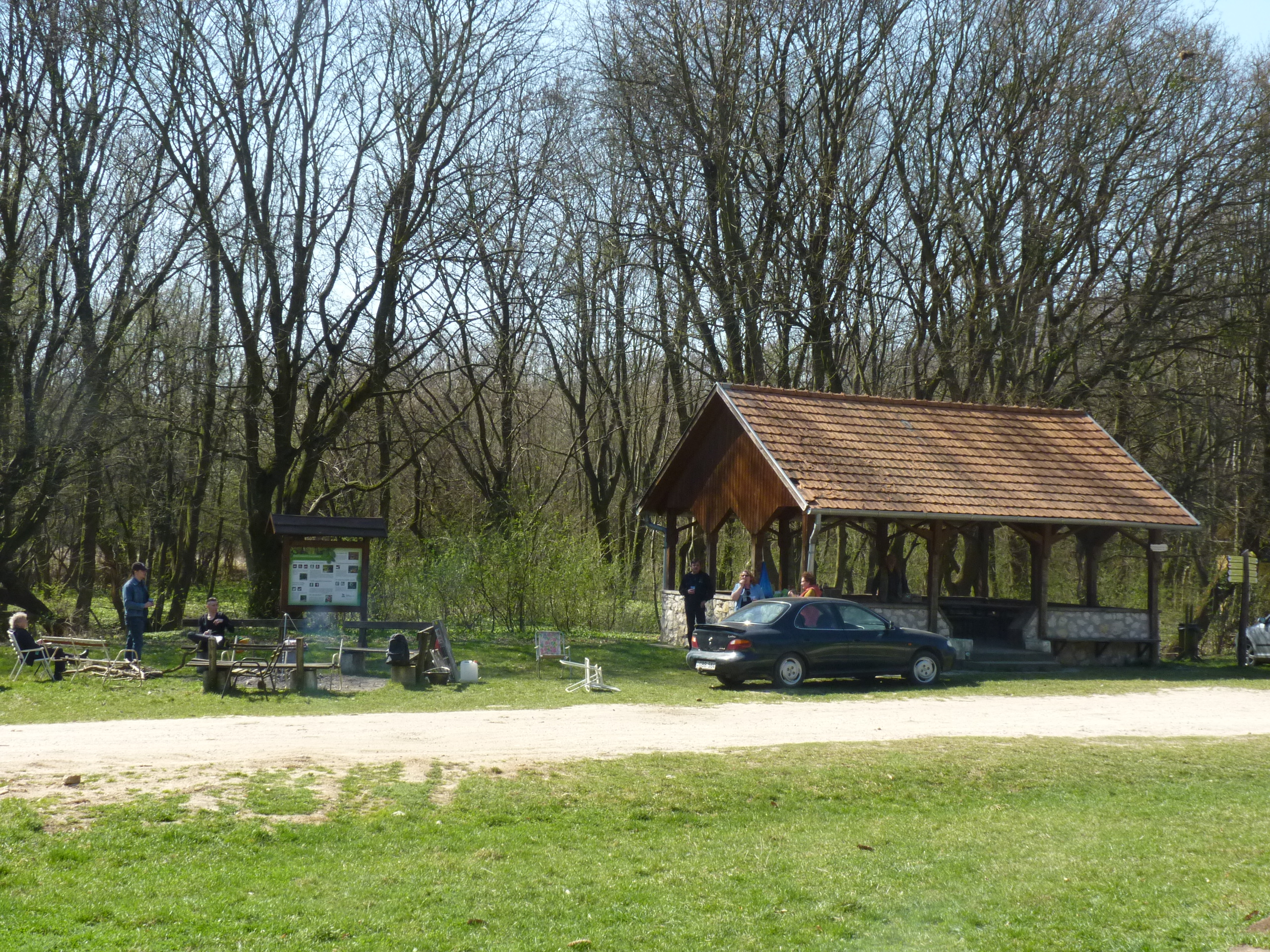
Pihenőhely Pusztamaróton

## Turizmus
Pusztamaróton átvezet az Országos Kéktúra 11-es számú szakasza és a Kinizsi Százas teljesítménytúra útvonala. A történelmi emlékhely mellett esőbeálló, turistapihenő és információs tábla található. Közelében működik a Sólyomfészek ifjúsági tábor.